# 주재현 (2002년)
주재현(2002년 2월 26일 ~ )는 대한민국의 축구 선수로, 포지션은 미드필더이다. 현재 K리그2 안산 그리너스 FC 소속이다.